# ELiga Dimayor
La eLiga Dimayor fue un torneo de deportes electrónicos con futbolistas de la Categoría Primera A del fútbol profesional colombiano, organizado por la Dimayor durante el confinamiento por la pandemia de COVID-19 en Colombia.

## Contexto
Debido al confinamiento por la pandemia de COVID-19 en Colombia, los torneos de fútbol fueron suspendidos por la Dimayor. Con el objetivo de mantener un producto en el canal Win Sports fue creada la eLiga Dimayor con un total de 20 equipos y un jugador de cada plantel en representación. El torneo se disputó desde las casas de los jugadores y se jugó en FIFA 20 con partidos que contaron con 18 minutos de juego por cada tiempo.

## Equipos y jugadores
Dimayor anunció el 24 de abril de 2020, un día antes del inicio del torneo, la lista de jugadores por cada equipo.
| Grupo A                              | Grupo B                          | Grupo C                            | Grupo D                                   |
| ------------------------------------ | -------------------------------- | ---------------------------------- | ----------------------------------------- |
| Independiente Medellín Jaime Giraldo | Atlético Nacional Jarlan Barrera | Envigado F. C. Edinson López       | Rionegro Águilas Doradas Brayan Fernández |
| Patriotas Boyacá Felipe Ávila        | La Equidad Cristian Bonilla      | Millonarios Andrés Llinás          | Santa Fe Sebastián Pedroza                |
| Deportes Tolima Carlos Robles        | Atlético Huila Harold Rivera     | Once Caldas Elvis Mosquera         | Deportivo Pasto Daniel Hernández          |
| Deportivo Cali Agustín Palavecino    | América de Cali Rodrigo Ureña    | Unión Magdalena Jair Scott         | Junior de Barranquilla Jefferson Gómez    |
| Jaguares de Córdoba Roger Lemus      | Alianza Petrolera Ricardo Jerez  | Atlético Bucaramanga Ever Valencia | Cúcuta Deportivo Matías Rodríguez         |

## Fase de grupos

### Grupo A
| Equipo                 | Pts | PJ | PG | PE | PP | GF | GC | DIF |
| ---------------------- | --- | -- | -- | -- | -- | -- | -- | --- |
| Deportivo Cali         | 9   | 4  | 3  | 0  | 1  | 18 | 12 | 6   |
| Jaguares de Córdoba    | 9   | 4  | 3  | 0  | 1  | 18 | 17 | 1   |
| Patriotas Boyacá       | 7   | 4  | 2  | 1  | 1  | 12 | 11 | 1   |
| Independiente Medellín | 3   | 4  | 1  | 0  | 3  | 9  | 14 | -5  |
| Deportes Tolima        | 1   | 4  | 0  | 1  | 3  | 10 | 13 | -3  |

| Patriotas              | 1 : 5 | Jaguares               | 26 de abril | 18:00 | Win Sports |  |
| Deportes Tolima        | 3 : 4 | Deportivo Cali         | 26 de abril | 19:00 | Win Sports |  |
| Jaguares               | 6 : 5 | Deportes Tolima        | 1 de mayo   | 18:00 | Win Sports |  |
| Independiente Medellín | 1 : 5 | Patriotas              | 1 de mayo   | 19:00 | Win Sports |  |
| Deportes Tolima        | 0 : 1 | Independiente Medellín | 6 de mayo   | 19:00 | Win Sports |  |
| Deportivo Cali         | 7 : 2 | Jaguares               | 7 de mayo   | 19:00 | Win Sports |  |
| Patriotas              | 2 : 2 | Deportes Tolima        | 12 de mayo  | 19:00 | Win Sports |  |
| Independiente Medellín | 3 : 4 | Deportivo Cali         | 12 de mayo  | 20:00 | Win Sports |  |
| Deportivo Cali         | 3 : 4 | Patriotas              | 17 de mayo  | 20:00 | Win Sports |  |
| Jaguares               | 5 : 4 | Independiente Medellín | 18 de mayo  | 19:00 | Win Sports |  |

### Grupo B
| Equipo            | Pts | PJ | PG | PE | PP | GF | GC | DIF |
| ----------------- | --- | -- | -- | -- | -- | -- | -- | --- |
| La Equidad        | 10  | 4  | 3  | 1  | 0  | 21 | 7  | 14  |
| Atlético Nacional | 9   | 4  | 3  | 0  | 1  | 20 | 14 | 6   |
| América de Cali   | 4   | 4  | 1  | 1  | 2  | 17 | 14 | 3   |
| Alianza Petrolera | 3   | 4  | 1  | 0  | 3  | 5  | 15 | -10 |
| Atlético Huila    | 3   | 4  | 1  | 0  | 3  | 6  | 19 | -13 |

| La Equidad        | 6 : 0 | Alianza Petrolera | 25 de abril | 19:00 | Win Sports |  |
| Atlético Huila    | 1 : 6 | América de Cali   | 25 de abril | 20:00 | Win Sports |  |
| Alianza Petrolera | 1 : 2 | Atlético Huila    | 2 de mayo   | 19:00 | Win Sports |  |
| Atlético Nacional | 3 : 5 | La Equidad        | 2 de mayo   | 20:00 | Win Sports |  |
| Atlético Huila    | 2 : 5 | Atlético Nacional | 8 de mayo   | 19:00 | Win Sports |  |
| América de Cali   | 2 : 3 | Alianza Petrolera | 9 de mayo   | 20:00 | Win Sports |  |
| Atlético Nacional | 7 : 6 | América de Cali   | 14 de mayo  | 19:00 | Win Sports |  |
| La Equidad        | 7 : 1 | Atlético Huila    | 15 de mayo  | 19:00 | Win Sports |  |
| América de Cali   | 3 : 3 | La Equidad        | 19 de mayo  | 19:00 | Win Sports |  |
| Alianza Petrolera | 1 : 5 | Atlético Nacional | 20 de mayo  | 19:00 | Win Sports |  |

### Grupo C
| Equipo               | Pts | PJ | PG | PE | PP | GF | GC | DIF |
| -------------------- | --- | -- | -- | -- | -- | -- | -- | --- |
| Millonarios          | 8   | 4  | 2  | 2  | 0  | 17 | 12 | 5   |
| Unión Magdalena      | 8   | 4  | 2  | 2  | 0  | 12 | 7  | 5   |
| Once Caldas          | 7   | 4  | 2  | 1  | 1  | 14 | 11 | 3   |
| Envigado F. C.       | 3   | 4  | 1  | 0  | 3  | 12 | 13 | -1  |
| Atlético Bucaramanga | 1   | 4  | 0  | 1  | 3  | 8  | 20 | -12 |

| Millonarios          | 6 : 4 | Atlético Bucaramanga | 27 de abril | 19:00 | Win Sports |  |
| Once Caldas          | 1 : 3 | Unión Magdalena      | 28 de abril | 19:00 | Win Sports |  |
| Atlético Bucaramanga | 1 : 3 | Once Caldas          | 3 de mayo   | 18:00 | Win Sports |  |
| Envigado             | 1 : 4 | Millonarios          | 3 de mayo   | 19:00 | Win Sports |  |
| Once Caldas          | 5 : 2 | Envigado             | 9 de mayo   | 19:00 | Win Sports |  |
| Unión Magdalena      | 3 : 3 | Atlético Bucaramanga | 10 de mayo  | 19:00 | Win Sports |  |
| Envigado             | 1 : 4 | Unión Magdalena      | 16 de mayo  | 19:00 | Win Sports |  |
| Millonarios          | 5 : 5 | Once Caldas          | 16 de mayo  | 20:00 | Win Sports |  |
| Unión Magdalena      | 2 : 2 | Millonarios          | 21 de mayo  | 19:00 | Win Sports |  |
| Atlético Bucaramanga | 0 : 8 | Envigado             | 22 de mayo  | 19:00 | Win Sports |  |

### Grupo D
| Equipo                   | Pts | PJ | PG | PE | PP | GF | GC | DIF |
| ------------------------ | --- | -- | -- | -- | -- | -- | -- | --- |
| Deportivo Pasto          | 12  | 4  | 4  | 0  | 0  | 15 | 10 | 5   |
| Rionegro Águilas Doradas | 9   | 4  | 3  | 0  | 1  | 14 | 7  | 7   |
| Junior                   | 6   | 4  | 2  | 0  | 2  | 11 | 7  | 4   |
| Cúcuta Deportivo         | 3   | 4  | 1  | 0  | 3  | 10 | 13 | -3  |
| Santa Fe                 | 0   | 4  | 0  | 0  | 4  | 5  | 18 | -13 |

| Santa Fe         | 2 : 6 | Cúcuta Deportivo | 29 de abril | 19:00 | Win Sports |  |
| Deportivo Pasto  | 4 : 3 | Junior           | 30 de abril | 19:00 | Win Sports |  |
| Cúcuta Deportivo | 3 : 4 | Deportivo Pasto  | 4 de mayo   | 19:00 | Win Sports |  |
| Águilas          | 7 : 2 | Santa Fe         | 5 de mayo   | 19:00 | Win Sports |  |
| Junior           | 5 : 1 | Cúcuta Deportivo | 10 de mayo  | 20:00 | Win Sports |  |
| Deportivo Pasto  | 4 : 3 | Águilas          | 11 de mayo  | 19:00 | Win Sports |  |
| Santa Fe         | 1 : 3 | Deportivo Pasto  | 17 de mayo  | 18:00 | Win Sports |  |
| Águilas          | 2 : 1 | Junior           | 17 de mayo  | 19:00 | Win Sports |  |
| Cúcuta Deportivo | 0 : 2 | Águilas          | 23 de mayo  | 19:00 | Win Sports |  |
| Junior           | 2 : 0 | Santa Fe         | 23 de mayo  | 20:00 | Win Sports |  |

## Fase final

### Cuartos de final
| La Equidad      | 1 : 2 | Unión Magdalena   | 24 de mayo | 19:00 | Win Sports |  |
| Millonarios     | 7 : 3 | Atlético Nacional | 25 de mayo | 19:00 | Win Sports |  |
| Deportivo Cali  | 0 : 7 | Águilas           | 25 de mayo | 20:00 | Win Sports |  |
| Deportivo Pasto | 0 : 5 | Jaguares          | 26 de mayo | 19:00 | Win Sports |  |

### Semifinal
| Unión Magdalena | 8 : 4 | Millonarios | 27 de mayo | 19:00 | Win Sports |  |
| Águilas         | 4 : 1 | Jaguares    | 28 de mayo | 19:00 | Win Sports |  |

### Final
| Águilas | 4 : 2 | Unión Magdalena | 30 de mayo | 19:00 | Win Sports |  |

|                                              |
| Bandera de Colombia                          |
| Campeón Rionegro Águilas Doradas 1.er título |

## Estadísticas

### Goleadores
| Jugador          | Equipos                  | Goles | PJ | Media |
| ---------------- | ------------------------ | ----- | -- | ----- |
| Brayan Fernández | Rionegro Águilas Doradas | 29    | 13 | 2.23  |
| Andrés Llinás    | Millonarios              | 28    | 12 | 2.33  |
| Roger Lemus      | Jaguares de Córdoba      | 24    | 12 | 2     |
| Jair Scott       | Unión Magdalena          | 24    | 13 | 1.85  |
| Jarlan Barrera   | Atlético Nacional        | 23    | 11 | 2.09  |
| Cristian Bonilla | La Equidad               | 22    | 11 | 2     |